# Лутирано (Фиренца)
Лутирано је насеље у Италији у округу Фиренца, региону Тоскана.
Према процени из 2011. у насељу је живело 37 становника. Насеље се налази на надморској висини од 384 м.